# ムルガブ
ムルガブ(タジク語: Мурғоб、キルギス語: Өрдөк)はタジキスタンの中央東部、ゴルノ・バダフシャン自治州にあるパミール高原の小さな村である。

## 概要
人口は、4,000人で、人口の少ないゴルノ・バダフシャン自治州東部地域で、中心的な町を形成している。
タジキスタンではもっとも標高の高い町(3,650m)である(過去に所属したソビエト連邦を含めて)。
ムルガブ川沿いの重要な道路が交差する位置にある。道路は、南西には300Kmほど離れた地域の首都ホローグ(Khorog)に、東には、クルマ山道(Kulma pass)を通って中国・新疆ウイグル自治区のタシュクルガン(Tashkurgan)に、北には、キルギスに通じる。
ホローグからキルギスタンに続く道路は、パミールハイウェイ(Pamir Highway)の部分であるパミールハイウェイは、ゴルノ・バダフシャン自治州にあるパミールへの旅行者にとって唯一の道路である。
これらの道路を結ぶムルガブは地域の通商の要所である。違法薬物取引(trade in illicit drugs)にも利用されていると言われている。

## 歴史
この町は、ソビエト連邦がタジキスタンを支配していたときにパミールハイウェイの休息所として作られた。

## 住民
住民は、半分が、タジク人で、半分がキルギス人である。

## 参照
- "Gorno-Badakhshan, Tajikistan: Trekking Routes" (map). www.pamirs.org.  Retrieved August 25, 2005.
- Jennings, David. (July 18 – July 25, 2004) "Sixty One Degrees: An Occasional Journal of an Asia-overland adventure".